# Dekanat Bad Dürkheim
Das katholische Dekanat Bad Dürkheim ist eines von zehn Dekanaten im Bereich des Bistums Speyer. Es umfasst ein Gebiet von Neustadt an der Weinstraße im Süden bis Bockenheim an der Weinstraße im Norden und deckt grob den Landkreis Bad Dürkheim sowie Teile des Donnersbergkreises um Eisenberg (Pfalz) ab.

## Gliederung
Bis zum 31. Dezember 2015 bestand das Dekanat Bad Dürkheim aus 3 Pfarrverbänden mit 38 Pfarreien und drei Kuratien:
- Bad Dürkheim mit den Pfarreien Bad Dürkheim, Dackenheim, Deidesheim, Forst, Freinsheim, Grethen, Haßloch (St. Gallus), Haßloch (St. Ulrich) Meckenheim, Niederkirchen, Ruppertsberg und Wachenheim
- Grünstadt mit den Pfarrereien Altleiningen, Bockenheim, Boßweiler, Carlsberg, Dirmstein, Eisenberg, Großkarlbach, Grünstadt, Hettenleidelheim, Laumersheim, Neuleiningen, Ramsen und Wattenheim
- Neustadt mit den Pfarreien Diedesfeld, Elmstein, Esthal, Geinsheim, Hambach, Königsbach, Lachen-Speyerdorf, Lambrecht, Lindenberg, Mußbach, Neidenfels, Neustadt (St. Josef), Neustadt (St. Marien), Neustadt (St. Pius), Speyerbrunn und Weidenthal

Mit der Strukturreform im Bistum Speyer zum 1. Januar 2016 wurden die drei Pfarreigemeinschaften aufgelöst und in acht Einheitspfarreien umgewandelt. Die ehemaligen Pfarreien Böhl und Iggelheim wechselten dabei vom Dekanat Ludwigshafen in das Dekanat Bad Dürkheim. Seitdem bestehen folgende acht Pfarreien:
- Hl. Theresia vom Kinde Jesus (Bad Dürkheim) mit der Pfarrkirche St. Ludwig (Bad Dürkheim) und folgenden Nebenkirchen:
  - St. Nikolaus (Bobenheim am Berg)
  - St. Maria (Dackenheim)
  - St. Nikolaus (Ellerstadt)
  - St. Peter und Paul (Freinsheim)
  - Mariä Himmelfahrt (Friedelsheim)
  - St. Margaretha (Grethen)
  - St. Michael (Leistadt)
  - Hl. Edith Stein (Wachenheim)
  - St. Jakobus (Weisenheim am Berg)
  - St. Laurentius (Weisenheim am Sand)
- Hl. Michael (Deidesheim) mit der Hauptkirche St. Martin (Niederkirchen) und folgenden Nebenkirchen:
  - St. Margareta (Forst)
  - St. Ägidius (Meckenheim)
  - St. Martin (Ruppertsberg)
  - St. Ulrich (Deidesheim)
- Heilig Geist (Geinsheim) mit der Pfarrkirche St. Peter und Paul (Geinsheim) und folgenden Nebenkirchen:
  - St. Remigius (Diedesfeld)
  - St. Michael (Duttweiler)
  - St. Jakobus (Hambach)
  - Heilig Kreuz (Lachen-Speyerdorf)
  - St. Pius (Neustadt)
- Hl. Elisabeth (Grünstadt) mit der Pfarrkirche St. Peter (Grünstadt) und folgenden Nebenkirchen:
  - St. Lambert (Bockenheim)
  - St. Oswald (Boßweiler)
  - St. Laurentius (Dirmstein)
  - Vierzehn Nothelfer (Ebertsheim)
  - St. Jakobus (Großkarlbach)
  - Johannes der Täufer (Kirchheim)
  - St. Bartholomäus (Laumersheim)
  - St. Valentin (Mertesheim)
  - St. Nikolaus (Neuleiningen)
  - St. Ägidius (Obrigheim)
  - Mariä Himmelfahrt (Quirnheim)
  - St. Barbara (Rodenbach)
  - St. Stephan (Sausenheim)
- Hl. Klara von Assisi (Haßloch) mit der Pfarrkirche St. Gallus (Haßloch) und folgenden Nebenkirchen:
  - Allerheiligen (Böhl)
  - St. Simon und Judas Thaddäus (Iggelheim)
- Hl. Lukas (Hettenleidelheim) mit der Pfarrkirche St. Peter (Hettenleidelheim) und folgenden Nebenkirchen:
  - Hl. Kreuz (Carlsberg)
  - St. Matthäus (Eisenberg)
  - Maria vom Frieden (Hertlingshausen)
  - St. Maria (Kerzenheim)
  - Mariä Himmelfahrt (Ramsen)
  - St. Georg (Tiefenthal)
  - St. Alban (Wattenheim)
- Hl. Johannes XXIII. (Lambrecht) mit der Pfarrkirche Herz Jesu (Lambrecht) und folgenden Nebenkirchen:
  - Herz Mariä (Elmstein)
  - Mariä Heimsuchung (Elmstein)
  - St. Konrad (Esthal)
  - Heiligste Dreifaltigkeit (Frankenstein)
  - St. Maria Immaculata (Lindenberg)
  - St. Cyriakus (Lindenberg)
  - St. Josef (Neidenfels)
  - St. Wendelin und St. Hubertus (Speyerbrunn)
  - St. Simon und Judas Thaddäus (Weidenthal)
- Hl. Theresia von Avila (Neustadt) mit der Pfarrkirche St. Marien (Neustadt) und folgenden Nebenkirchen:
  - St. Nikolaus (Gimmeldingen)
  - St. Johannes (Königsbach)
  - St. Johannes Baptist (Mußbach)
  - St. Ägidius (Neustadt)
  - St. Bernhard (Neustadt)
  - St. Josef (Neustadt)